# Lakeith Stanfield

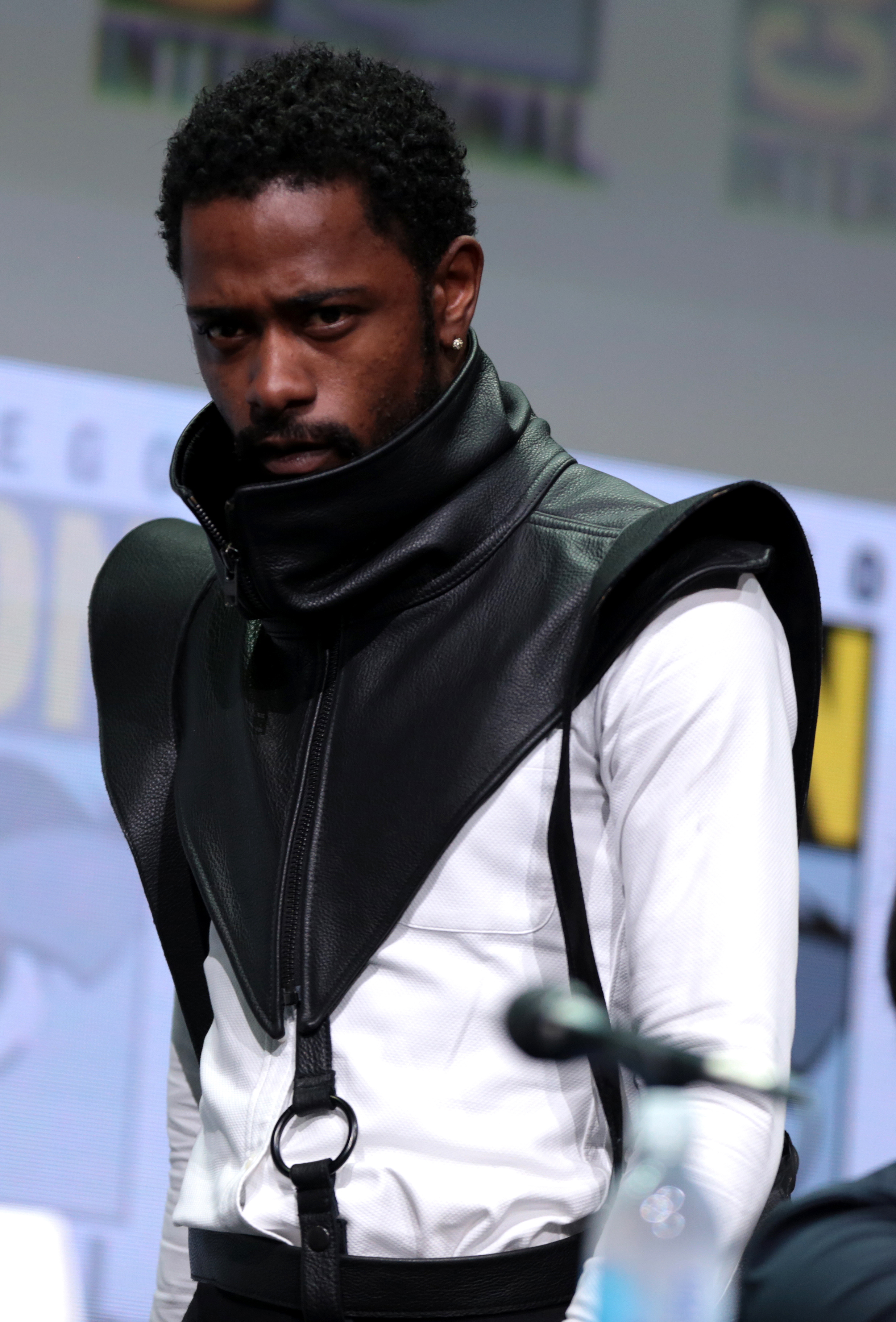
Keith Stanfield bei der Comic-Con in San Diego (2017)

LaKeith Lee „Keith“ Stanfield (* 12. August 1991 in San Bernardino, Kalifornien) ist ein US-amerikanischer Filmschauspieler und Rapper.

## Leben und Karriere
Stanfield wurde 1991 in San Bernardino geboren und wuchs in den kalifornischen Städten Riverside und Victorville auf. Seine Familie war nach seinen Aussagen zerrüttet, und die Umstände, unter denen er aufwuchs, beschreibt er als ärmlich. Mit 14 Jahren, als er zur Theatergruppe seiner Schule stieß, beschloss Stanfield Schauspieler zu werden. Er besuchte das John Casablancas Modeling and Career Center in Los Angeles und begann seine Karriere als Schauspieler mit Werbespots.
Seine erste Filmrolle erhielt Stanfield in dem Kurzfilm Short Term 12 und dem darauf basierenden Filmdrama Short Term 12 – Stille Helden aus dem Jahr 2013. Stanfield spielte in den Filmen Mark beziehungsweise Marcus und wurde für seine Leistung im Rahmen der Independent Spirit Awards als Bester Nebendarsteller nominiert. Im Jahr 2014 kamen der Science-Fiction-Horrorfilm The Purge: Anarchy und das Martin-Luther-King-Biopic Selma in die Kinos, in dem er den Bürgerrechtsaktivisten Jimmie Lee Jackson spielte. Im Jahr 2015 war Stanfield in der Rolle von Bug in dem Film Dope und in der Filmbiografie Straight Outta Compton über die Hip-Hop-Gruppe N.W.A zu sehen, in der er Snoop Dogg porträtierte. Im Jahr 2016 kam Snowden in die US-amerikanischen Kinos, eine Filmbiografie von Oliver Stone, in dem er Patrick Haynes spielte. Später erhielt Stanfield die Rolle von Darius an der Seite von Donald Glover in der Fernsehserie Atlanta. In der Filmbiografie Memoria von Vladimir de Fontenay und Nina Ljeti, die im April 2015 in die US-amerikanischen Kinos kam, spielte er Max. Im Film Live Cargo, der im Rahmen des Tribeca Film Festivals 2016 seine Premiere feierte, erhielt Stanfield eine größere Rolle. Im Januar 2017 wurde im Rahmen des Sundance Film Festivals der Film Get Out vorgestellt, in dem er Andrew Logan King spielt. In den Film Crown Heights, der ebenfalls beim Sundance Film Festival vorgestellt wurde, ist Stanfield in der Hauptrolle zu sehen und porträtiert hierin Colin Warner, einen Immigranten, der in Crown Heights lebte und 20 Jahre lang unschuldig wegen Mordes im Gefängnis saß.
Ende Juni 2020 wurde Stanfield ein Mitglied der Academy of Motion Picture Arts and Sciences. Ein Jahr später erhielt er für seine Nebenrolle in Judas and the Black Messiah eine Oscar-Nominierung.
Aus einer Beziehung mit der Schauspielerin Xosha Roquemore hat Stanfield eine Tochter.

## Filmografie
- 2008: Short Term 12 (Kurzfilm)
- 2010: Gimme Grace (Kurzfilm)
- 2013: Short Term 12 – Stille Helden (Short Term 12)
- 2014: The Purge: Anarchy
- 2014: The Fires, Howling (Kurzfilm)
- 2014: Selma
- 2014: Waves (Kurzfilm)
- 2015: Dope
- 2015: Verbatim: The Ferguson Case (Dokumentar-Kurzfilm)
- 2015: Straight Outta Compton
- 2015: King Ripple (Kurzfilm)
- 2015: Tracks (Kurzfilm)
- 2015: Miles Ahead
- 2015: Memoria
- 2016: Hard World for Small Things (Kurzfilm)
- 2016: Live Cargo
- 2016: Snowden
- 2016–2022: Atlanta (Fernsehserie)
- 2017: Get Out
- 2017: Crown Heights
- 2017: The Incredible Jessica James
- 2017: Michael Kiwanuka: Cold Little Heart (Kurzfilm)
- 2017: War Machine
- 2017: LaZercism (Kurzfilm)
- 2017: Izzy Gets the Fuck Across Town
- 2017: Jay-Z: Moonlight (Kurzfilm)
- 2017: Death Note
- 2017: Quest
- 2018: Sorry to Bother You
- 2018: Come Sunday
- 2018: Random Acts of Flyness (Fernsehserie, eine Episode)
- 2018: Time of Day (Kurzfilm)
- 2018: Verschwörung (The Girl in the Spider’s Web)
- 2018: Let’s Dance (Kurzfilm)
- 2019: Someone Great
- 2019: Der schwarze Diamant (Uncut Gems)
- 2019: Knives Out – Mord ist Familiensache (Knives Out)
- 2019–2020: BoJack Horseman (Fernsehserie, 7 Episoden, Sprechrolle)
- 2020: The Photograph
- 2021: Judas and the Black Messiah
- 2021: Yasuke (Fernsehserie, 6 Epsiden, Sprechrolle)
- 2021: The Harder They Fall
- 2023: Geistervilla (Haunted Mansion)
- 2023: The Book of Clarence
- 2025: Die, My Love

## Auszeichnungen (Auswahl)
African-American Film Critics Association Award
- 2017: Auszeichnung als Breakout-Star (Crown Heights)[8]

Black Film Critics Circle Award
- 2014: Auszeichnung als Teil des Besten Ensembles (Selma)

Black Reel Award
- 2018: Nominierung als Bester Hauptdarsteller (Crown Heights)[9]

British Academy Film Award
- 2019: Nominierung für den EE Rising Star Award (Sorry to Bother You)

Independent Spirit Award
- 2014: Nominierung als Bester Nebendarsteller (Short Term 12 – Stille Helden)

MTV Movie & TV Awards
- 2017: Nominierung als Bestes Duo (Atlanta, gemeinsam mit Brian Tyree Henry)[10]

Oscar
- 2021: Nominierung als Bester Nebendarsteller (Judas and the Black Messiah)